# Хвилі Мартено
Хви́лі Мартено́ (фр. ondes Martenot) — електромузичний інструмент, сконструйований Морісом Мартено (Maurice Martenot) в 1928 році.

## Конструкція
Як і більшість електромузичних інструментів тих часів, Хвилі Мартено спираються на радіолампові технології. Як і в терменвоксі, можливість впливу на роботу генератора поміщенням в його поле людського тіла була використана для творення звуку. Хвилі Мартено — гомофонічний (одноголосний) інструмент, однак можливість моделювання звуку рухом тіла давала йому цінну для інструменталістів еластичність. Хвилі Мартено обладнані клавіатурою фортепіанного типу (7 октав) та додатковими пристроями, що дозволяють відтворювати ефекти глісандо та вібрато.

## Використання
Хвилі Мартено використовувались багатьма композиторами, особливо примітно Олів'є Мессіаном (Турангаліла-симфонія, Три маленькі божественні літургії). Як зазначала виконавиця на цьому інструменті Івонна Лоріо, хвилі Мартено приваблювали О. Мессіана «надзвичайною музичністю і — понад те — неземним звуком, ширяючим над усім оркестром. Саме унікальний звук, досі ніким не чутий. Мессіан був католиком, і приблизно такий звук очікував почути на небесах».
Окрім Мессіана, цей інструмент використовувався П'єром Булезом, Е. Варезом, Д. Мійо, А. Онеггером. Андре Жоліве (André Jolivet) написав концерт для цього інструмента в 1947 році. Богуслав Мартіну (Bohuslav Martinů) зробив перекладення своєї «Fantasie» для хвиль Мартено, коли переконався, що цей твір заскладний для терменвоксу, для якого був написаний початково.
З 1960-х років Хвилі Мартено часто використовуються в музиці до кінофільмів, переважно науково-фантастичних та фільмів жахів. В 1975 році канадські рок-групи Beau Dommage та Harmonium вперше використали хвилі Мартено в розважальній музиці.
Із 2000 року Хвилі Мартено використовує Джонні Ґрінвуд із гурту Radiohead.